# Ampara
Ampara (en tamil: அம்பாறை ) es una ciudad de Sri Lanka capital del distrito homónimo en la provincia Oriental.

## Geografía
Se encuentra a una altitud de 44 m s. n. m. a 305 km de la capital nacional, Colombo, en la zona horaria UTC +5:30.

## Demografía
Según estimación 2011 contaba con una población de 17 965 habitantes.